# SN 1986I
SN 1986I – supernowa typu II-P odkryta 17 maja 1986 roku w galaktyce NGC 4254. W momencie odkrycia miała maksymalną jasność 14,20m.